# Raionul Hola Prîstan, Herson
Hola Prîstan (în ucraineană Голопристанський район, transliterat: Holoprîstanskîi raion) este un raion în regiunea Herson, Ucraina. Reședința sa este orașul Hola Prîstan.

## Demografie
Componența lingvistică a raionului Hola Prîstan
     Ucraineană (86,56%)
     Rusă (11,86%)
     Alte limbi (0,52%)
Conform recensământului din 2001, majoritatea populației raionului Hola Prîstan era vorbitoare de ucraineană (86,56%), existând în minoritate și vorbitori de rusă (11,86%).